# Nebyvalsjjina
Nebyvalsjjina (russisk: Небывальщина) er en sovjetisk spillefilm fra 1983 af Sergej Ovtjarov.

## Medvirkende
- Aleksandr Kuznetsov som Neznam
- Aleksej Buldakov
- Sergej Bekhterev som Bobyl
- Igor Ivanov
- Nina Usatova